# Königseiche (Kirchwehren)
Die Königseiche, laut Namensschild König Georgs Eiche, ist ein Naturdenkmal bei Kirchwehren, einem Stadtteil von Seelze in der Region Hannover in Niedersachsen. Sie ist zugleich Teil des Naturdenkmals „Laubwald“ im Großen Holz und des Naturschutzgebiets Laubwälder südlich Seelze.

## Beschreibung

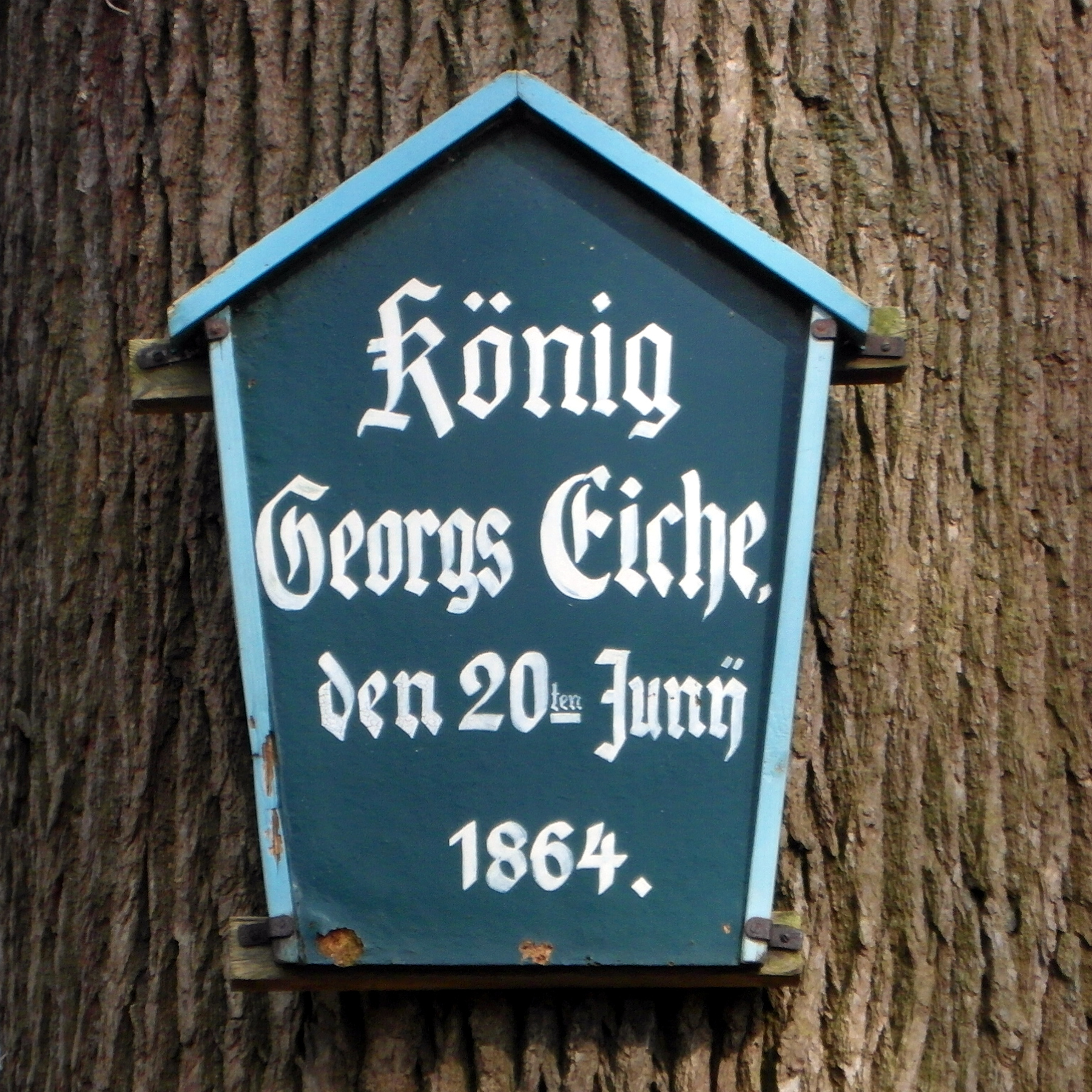
Hölzerne Tafel an der Königseiche

Südöstlich des Dorfes Kirchwehren steht an der Lenther Straße am Rand des Osterholzes, dem Nordostteil des Großen Holzes, ein ehemaliges Forsthaus. Seit dem Jahr 1861 amtierte dort der frühere hannoversche Leibförster Friedrich Pieper. Seine Ehefrau war ein ehemaliges Kindermädchen des Kronprinzen und hatte angeblich eine Tochter von König Georg V.
Beim Forsthaus lag der damalige Festplatz des Dorfes Kirchwehren. Hier wurde im Juni 1864 wieder einmal ein Schützenfest gefeiert. Da der blinde König Georg V. und Kronprinz Ernst August das Fest besuchten, wurde im Wald gegenüber vom Forsthaus ein runder steinerner Tisch mit Bänken aufgebaut und eine würdige Stieleiche mit dem Namen „König-Georgs-Eiche“ und einer gusseisernen Plakette versehen, die die Nachwelt an das Ereignis erinnern sollte. Die Königseiche hatte 1907 einen Umfang von 4 Metern. Sie war Teil eines Bestandes mit einigen noch stärkeren Eichen im Distrikt gegenüber dem Forsthaus.
Nach etwa 100 Jahren zerbrach in einem Sturm der Stamm der Königseiche. Das Windbruchholz wurde zersägt und verwertet. Die alte Plakette wurde an einem anderen Baum im umliegenden Eichenbestand angebracht. Anfang der 1980er Jahre war die Plakette verschwunden. Sie wurde durch eine hölzerne Tafel ersetzt. Die Jahre später in Privatbesitz aufgefundene gusseiserne Plakette kam ins Heimatmuseum Seelze.

## Naturdenkmal
Mit der zweiten Verordnung über die Sicherung von Naturdenkmalen des Landkreises Hannover aus dem Jahr 1937 wurde König Georgs Eiche unter dem Namen Königseiche zum Naturdenkmal erklärt.
Sie war zudem Teil des Bestandes von Eichen beim Forsthaus Kirchwehren, der 1939 zum Naturdenkmal ND-H 22 „Laubwald“ werden sollte.
In den 1970er Jahren ging der Name Königseiche auf einen anderen Baum in diesem Eichenbestand über, ohne dass die Verordnung über das Naturdenkmal aufgehoben wurde.
Das Verzeichnis der Naturdenkmale im Landkreis Hannover aus dem Jahr 2001 enthält den Baum unter dem beschreibenden, jedoch nicht ganz korrekten Namen Königseiche (mit Inschrift „Hier weilte am 4.6.1864 König Georg V von Hannover“).
Die Stadt Seelze hat nach der Bildung der Region Hannover von der Möglichkeit Gebrauch gemacht, als eine der Aufgaben der unteren Naturschutzbehörde die Zuständigkeit für Naturdenkmale und damit die neue Königseiche von der nach dem Niedersächsischen Kommunalverfassungsgesetz zuständigen Region zu übernehmen.
Die Königseiche liegt wie das gesamte Große Holz seit 2019 im Naturschutzgebiet Laubwälder südlich Seelze.